# 布奇·费埃尔
雷蒙德·G·费埃尔（英語：Raymond G. Feher，1954年5月19日—），美国NBA联盟前职业篮球运动员。他在1976年的NBA选秀中第2轮第16顺位被菲尼克斯太阳选中。